# Proscureni, Rîșcani
Proscureni este un sat din cadrul orașului Costești din raionul Rîșcani, Republica Moldova.

## Istorie
Localitatea a fost atestată pentru prima dată în anul 1603, ortografiată Ploschireani:
„Din mila lui Dumnezeu, noi Io Eremia Moghilă voievod, domn al Țării Moldovei. Facem cunoscut cu această carte a noastră tuturor celor care o vor vedea sau o vor auzi citindu-se, că au venit înaintea noastră și înaintea tuturor boierilor noștri moldoveni, mari și mici, slugile noastre, Pântea păhărnicel și frații lui Isac și Vasilie dieci și sora lor Grozava, copiii Mariței, nepoții lui Stanciul Stărostescul și ai lui Mihu și ai lui Giurgea Fratovschi, de bună voia lor, nesiliți de nimeni, nici asupriți și au vândut dreapta lor ocină și dedină cu privilegiu de împărțeală ce a avut mama lor Mărica, dela Alexandra voievod, jumătate din seliștea numită Ploschireanii, jumătatea de jos, ce este mai jos de gura Ciuhurului și cu loc de iazuri și de moară la Ciuhur și cu bălți ce sunt înspre Pascouți și cu livezi spre Costești. Și au vândut credinciosului nostru, lui Coste Băcioc clucer, pentru o sută și șaizeci taleri de argint.

...

A scris Pătrașco Buoreanul la Iași, în anul 7111 <1603> Aprilie 22 zile.”

## Demografie

### Structura etnică
Structura etnică a satului conform recensământului populației din 2004:
| Grup etnic         | Populație | % Procentaj |
| ------------------ | --------- | ----------- |
| Ucraineni          | 121       | 70,35%      |
| Moldoveni / Români | 38        | 22,09%      |
| Ruși               | 11        | 6,4%        |
| Bulgari            | 2         | 1,16%       |
| Total              | 172       | 100%        |

## Personalități
- Ion Stici